# Armand Hammer
Armand Hammer (født 21. maj 1898 i Manhattan, New York, død 10. december 1990 i Los Angeles) var en amerikansk forretningsmand og filantrop. Han var administrerende direktør for olieselskabet Occidental Petroleum gennem flere årtier, men var også kendt for sin kunstsamling og sine tætte forbindelser til Sovjetunionen. Han skabte sig en stor personlig formue og finansierede mange kulturelle og humanitære formål. Hammer dukkede ofte op på tv for at kommentere internationale relationer eller propagandere for forskning for at finde en kur mod kræft. Per 2008 har Hammer været genstand for fem biografier.